# 小出車站
小出車站（日语：／ Koide-eki */?）是位於日本新潟縣魚沼市，由東日本旅客鐵道（JR東日本）營運的鐵路車站。上越線與只見線皆在本站停靠。

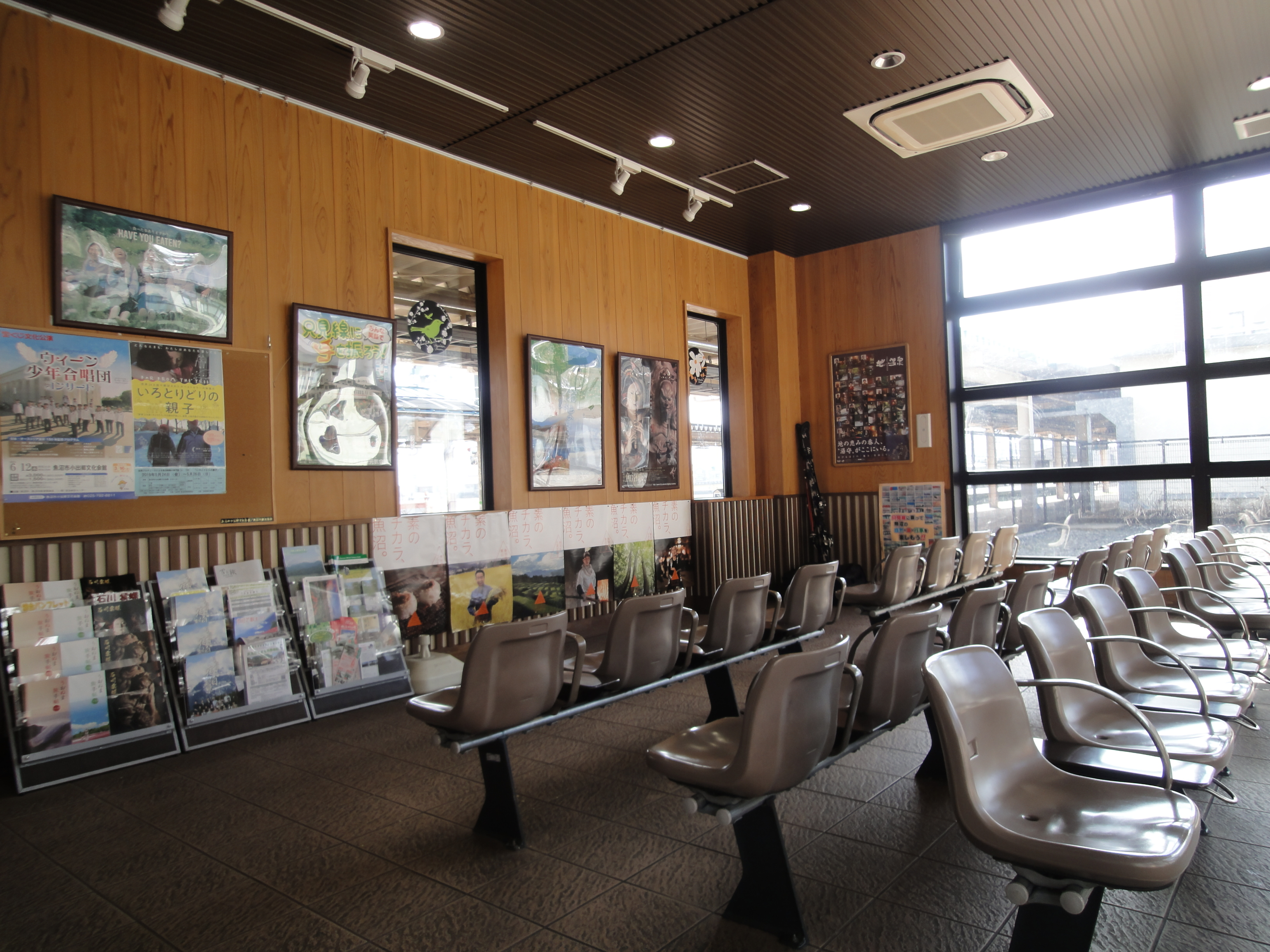
車站內部（2019年4月）

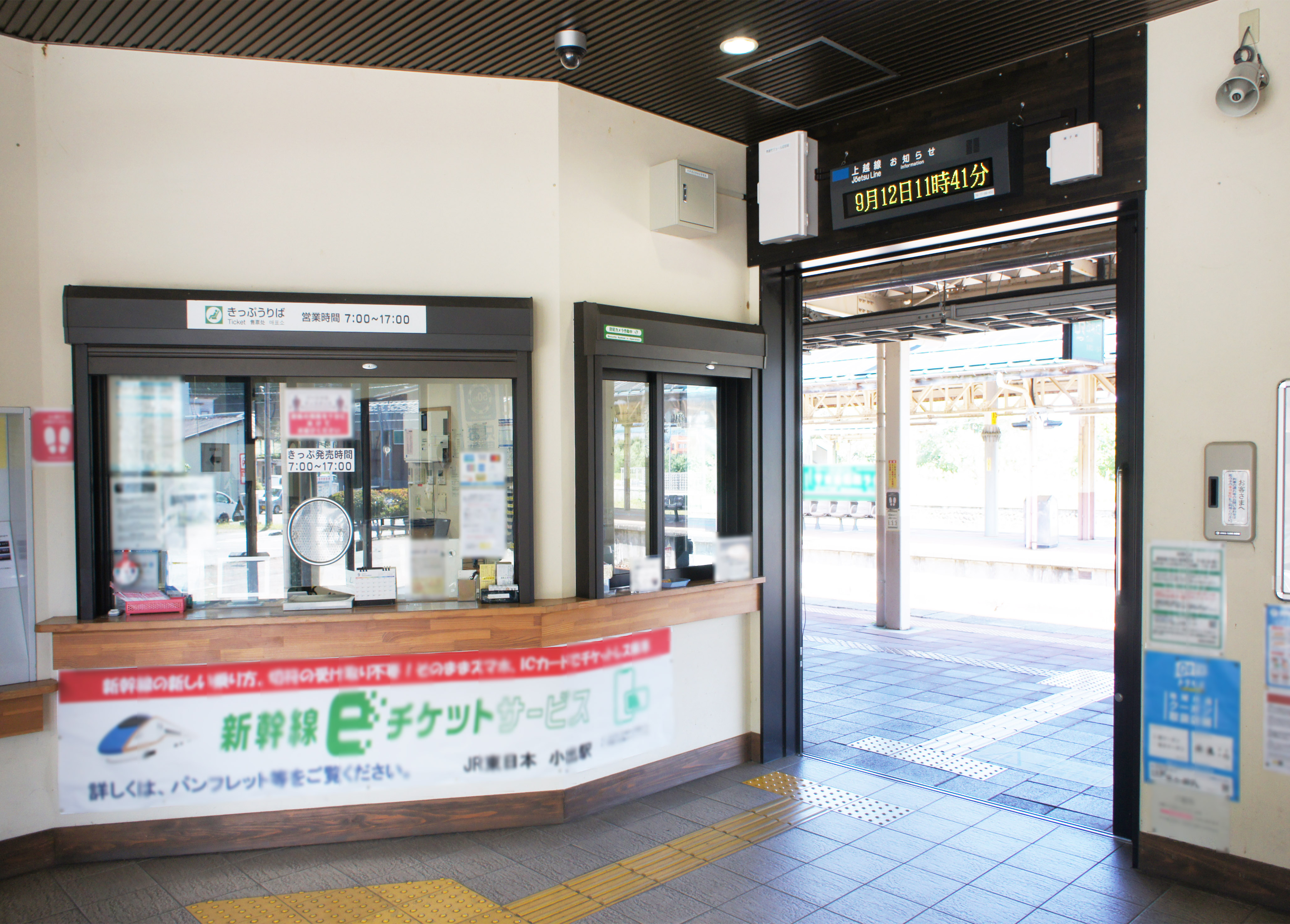
驗票口（2021年9月）

## 车站結構

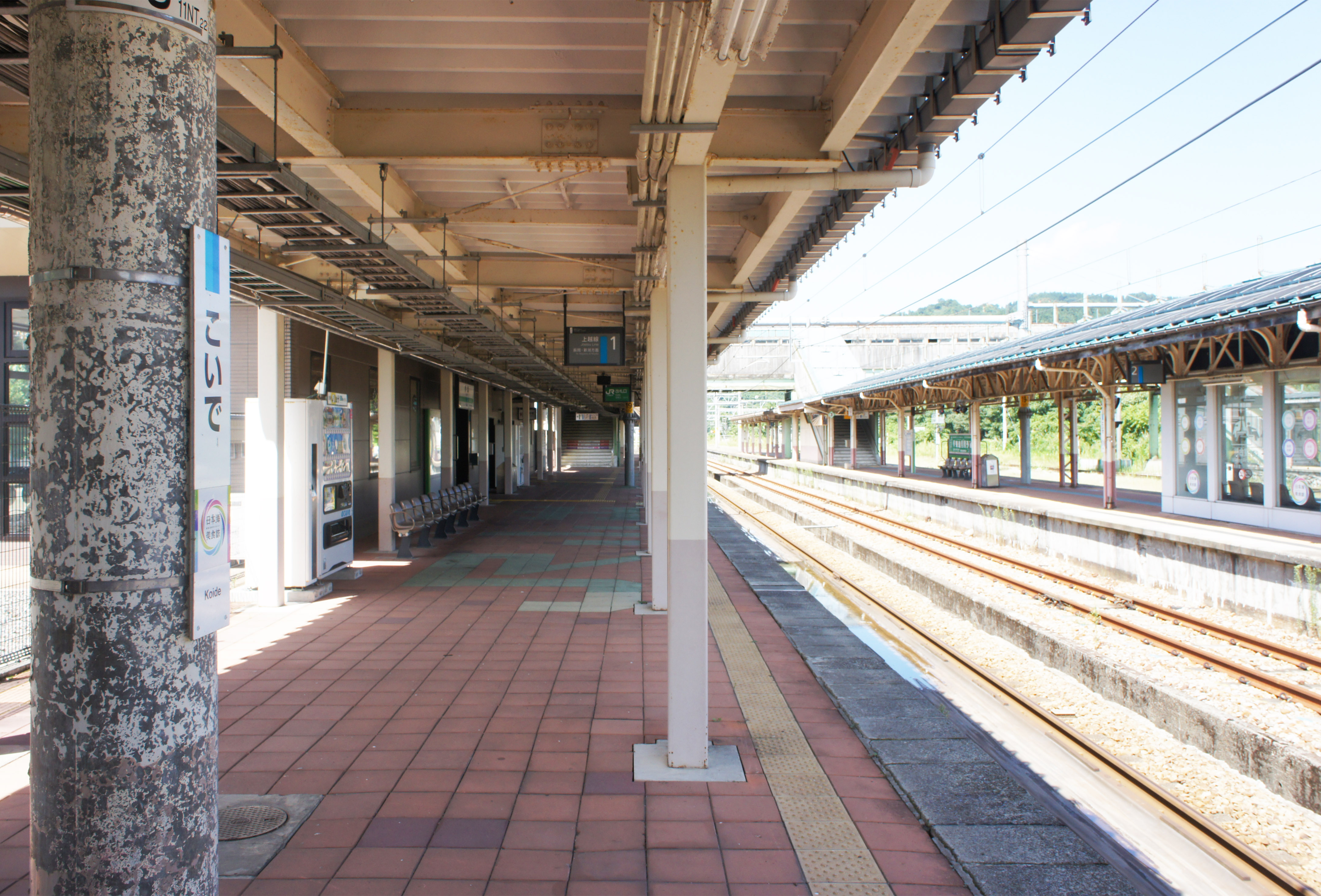
1號月台（2021年9月）

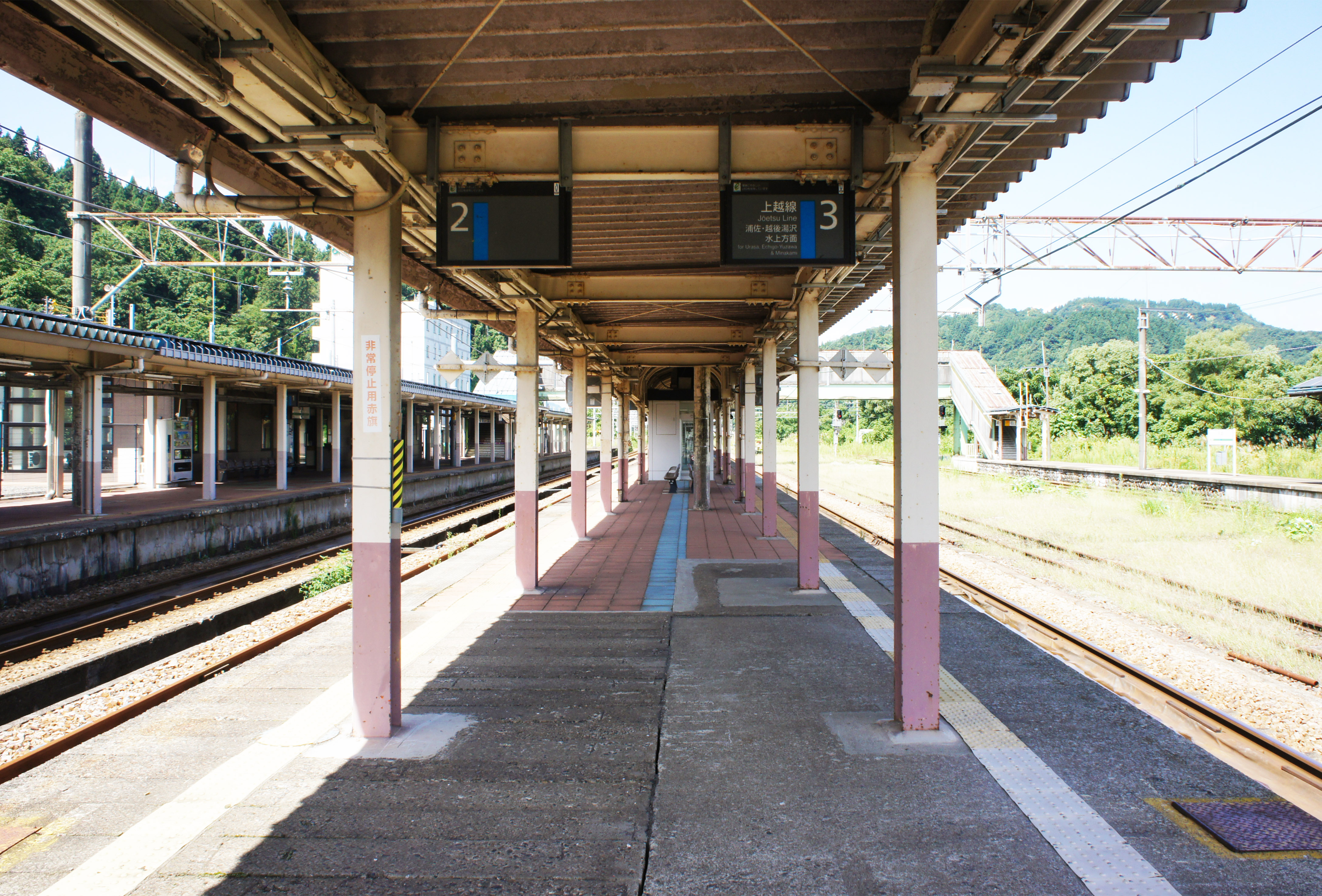
2號與3號月台（2021年9月）

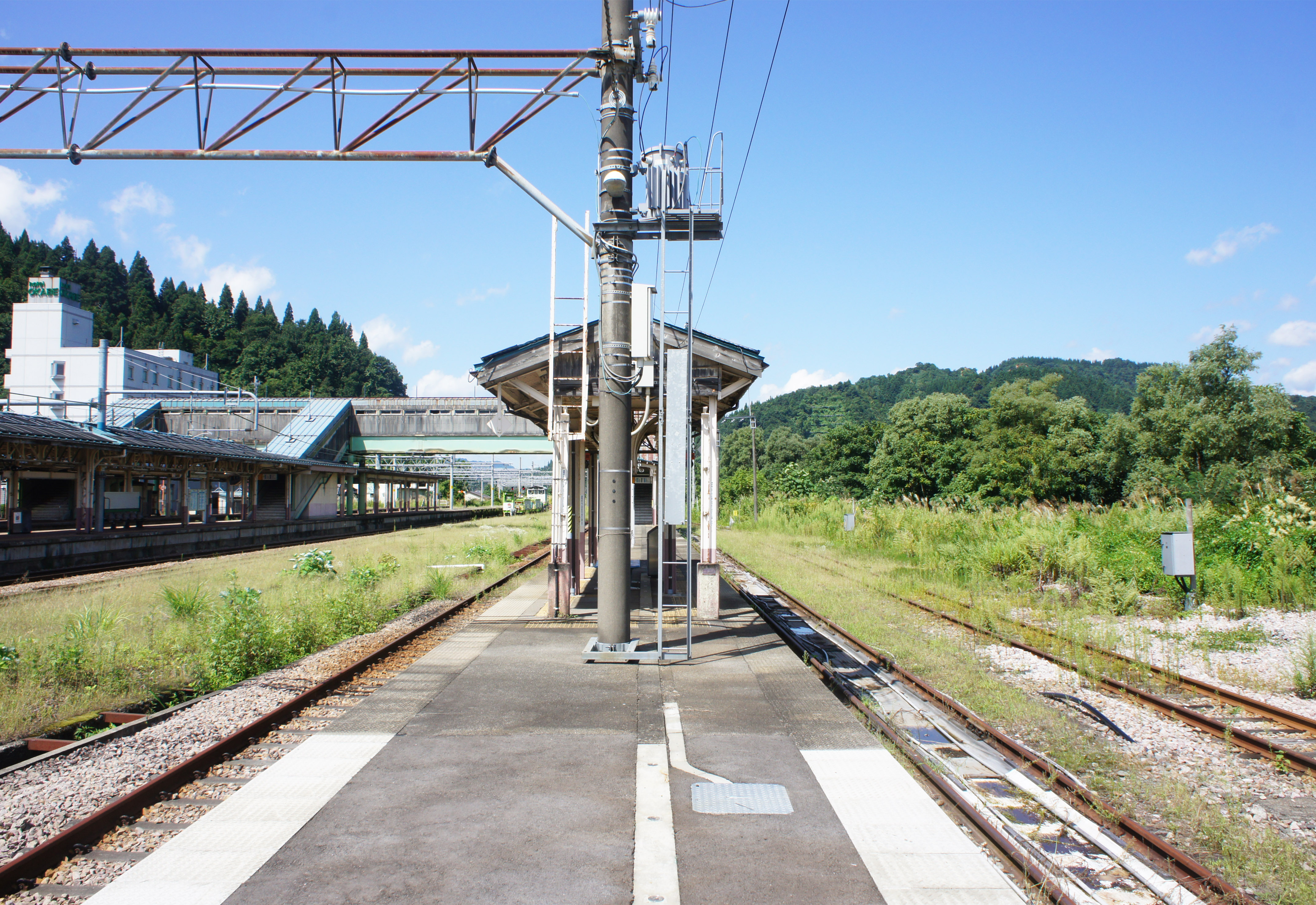
4號與5號月台（2021年9月）

本站設有1座侧式月台和兩座岛式月台，共有五條股道，月台之間透過人行天橋相連。站內設有綠色窗口售票處。 

### 月台列表
| 股線 | 路線    | 方向       | 目的地                   |
| ---- | ------- | ---------- | ------------------------ |
| 1    | ■上越線 | 下行       | 長岡、新潟方面           |
| 2    | ■上越線 | （臨時用） | （臨時用）               |
| 3    | ■上越線 | 上行       | 浦佐、越後湯澤、水上方面 |
| 4・5 | ■只見線 | -          | 大白川、只見方面         |

## 历史
- 1923年（大正12年）9月1日：本站作為上越線之車站開業[2]。
- 1942年（昭和17年）11月1日：只見線由本站分歧而出至大白川站之間路段通車。
- 1958年（昭和33年）12月：改建站房
- 1971年（昭和46年）8月29日：只見線全線通車。[3]
- 1974年（昭和49年）5月：開始綠色窗口服務[4]。
- 1978年（昭和53年）12月：跨線天橋啟用。[5]
- 1986年（昭和61年）10月20日：停止貨運服務。
- 1987年（昭和62年）4月1日：日本國鐵私有化，本站轉交東日本旅客鐵道。
- 2009年（平成21年）
  - 3月14日：上越線CTC完工，減少運轉所需人力，本站營業時間縮短，夜晚與凌晨無站員服務。
  - 3月31日：停止由東日本旅客鐵道直營。
  - 4月1日：業務委託由JR新潟商業（JR新潟ビジネス，JNB）。
- 2011年（平成23年）8月26日：啟用新站房。[6][7]

## 旅客统计
2018年度的日平均乘車人員是851人。

## 相鄰車站
東日本旅客鐵道（JR東日本）
■上越線
八色－小出－越後堀之內
■只見線
藪神－小出